# Chiesa di San Giacomo (San Giovanni in Persiceto)
La chiesa di San Giacomo è la parrocchiale di Lorenzatico, frazione di San Giovanni in Persiceto, nella città metropolitana di Bologna. Appartiene al vicariato di Persiceto – Castelfranco dell'arcidiocesi di Bologna e risale al XII secolo.

## Storia
La storia della parrocchiale di Lorenzatico inizia nel XII quando nel piccolo centro abitato viene citato il luogo di culto in un testo conservato nell'abbazia di Nonantola. In quel momento la dedicazione è per Maria, e non è possibile stabilire se quella primitiva chiesa in seguito mutò la sua dedicazione o se fu abbattuta e poi ricostruita e dedicata a san Giacomo. Nel 1366 le citazioni relative al luogo di culto sono comunque per la denominazione che ci è pervenuta..
Verso la fine del XV secolo l'originale edificio venne in ogni caso ricostruito completamente e attorno al 1621 fu oggetto di un importante restauro che comportò anche la costruzione di un nuovo altare maggiore. Un ulteriore restauro fu realizzato nel 1754 e in tale occasione venne rifatto il prospetto principale. Circa un decennio più tardi la torre campanaria del XV secolo fu sopraelevata.
Durante gli anni seguenti furono realizzati vari interventi, i principali nel 1858, nel 1874, nel 1915, nel 1924 e nel 1926. Venne rifatta la copertura del tetto e fu ampliata la sala sia in lunghezza sia in larghezza. Prima dello scoppio del secondo conflitto mondiale si iniziò la ricostruzione della torre campanaria storica e i lavori furono ultimati solo nel 1953. Un cedennio più tardi fu la volta della facciata, ricostruita nelle forme presenti. Gli ultimi interventi conservativi si sono realizzati tra il 2012 e il 2016.

## Descrizione

### Esterno
Il prospetto principale, molto semplice a capanna con due spioventi, è suddiviso in due ordini da una grande fascia in travertino con iscrizioni incise. Tale motivo viene ripetuto poi sia per incorniciare il portale di accesso, architravato, sia per scandire i due lati. Nella parte superiore si trova la grande finestra rettangolare che porta luce alla sala. La torre acmpanaria si alza separata dalla struttura, in posizione arretrata e dalla sua parte sinistra.

### Interno
La navata interna è unica con transetto e con una pavimentazione in pregiato marmo rosa veronese. Le decorazioni interne sono semplici, presenti in controfacciata e in poche altre parti. Prossime all'ingresso vi sono due nicchie, una delle quali col fonte battesimale. 
Sulle pareti della sala sono conservati i bassorilievi ottocenteschi raffiguranti la Via Crucis. Nella parte prossima al presbiterio si aprono i due transetti, e questa parte è leggermente sopraelevata. Qui sono conservate le statue che rappresentano il Sacro Cuore e la Madonna di Loreto. Nella parte absidale il dipinto raffigurante San Giacomo, Sant'Antonio Abate e San Nicola di Bari.